# Herminia stramentalis
Herminia stramentalis là một loài bướm đêm trong họ Noctuidae.